# Molse School

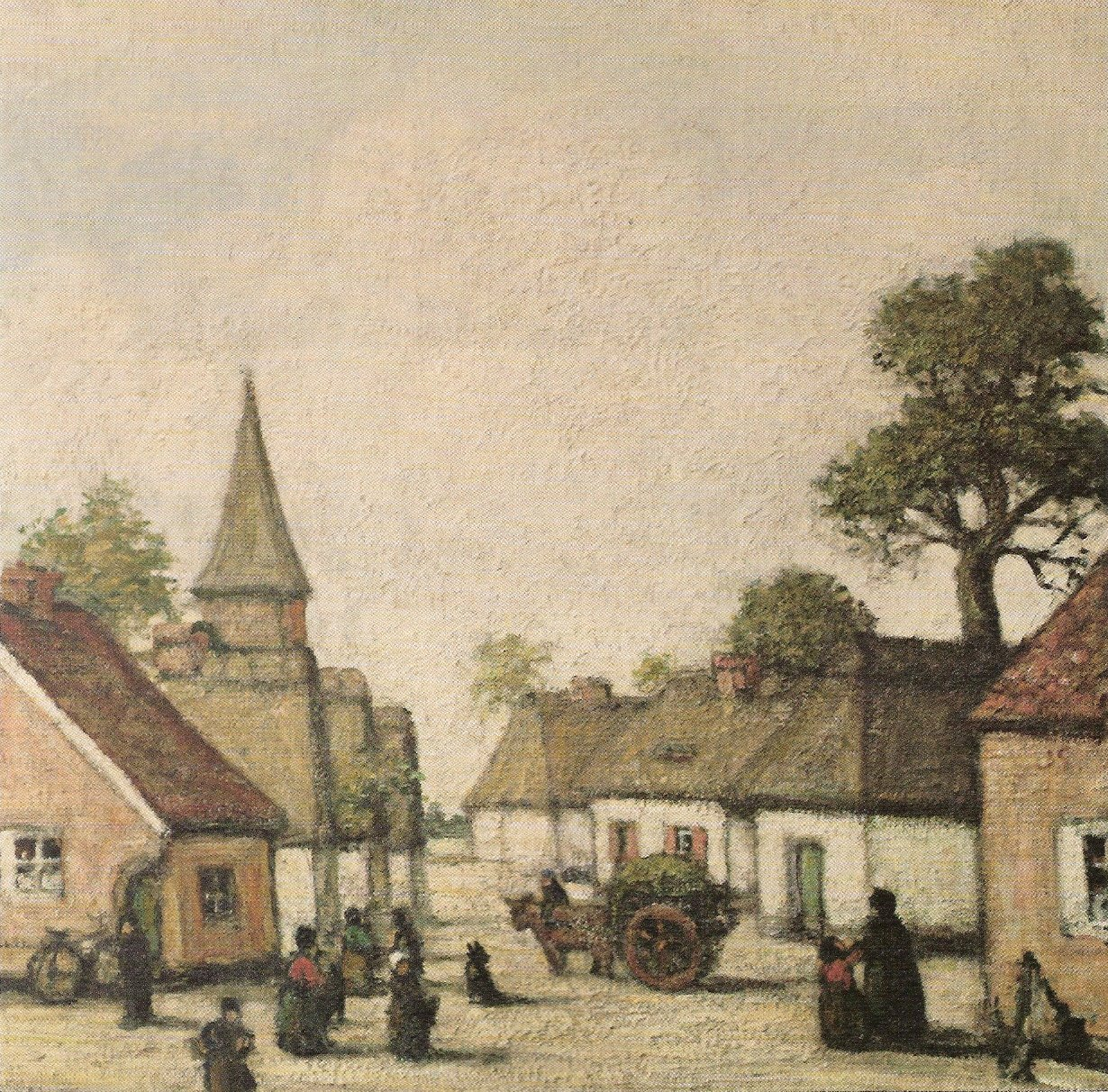
Het gehucht schilderij van Jacob Smits, olieverf op doek, 105 × 100 cm

De Molse School is een overkoepelende benaming die gegeven wordt aan een aantal kunstenaars of aan een genre schilderkunst uit de late 19de en de vroege 20ste eeuw die pittoreske landelijke hoekjes in en rond het Belgische Mol centraal plaatst.

## Geschiedenis
Tussen de kunstenaars die het genre beoefenden bestond er geen gestructureerd verband via een kunstenaarsvereniging. Ook was er geen gemeenschappelijke stijl. De schilders kwamen samen in Hotel du Duc de Brabant.
Mol en omgeving werd op de artistieke kaart gezet door onder anderen Jakob Smits: het stadje Mol zelf, maar ook het omliggende Achterbos, Sluis, Ginderbuiten, Heidehuizen en Ezaart, allen plaatsen in de gemeente Mol. Bevriende kunstenaars zakten naar Mol af, en zij brachten op hun beurt weer anderen mee.
Op de begraafplaats van Achterbos staat een monument ter ere van de Molse School, ingehuldigd op 20 november 2005.

## Tentoonstelling
Het bewustzijn van de "schoolvorming" was groot want van 18 augustus tot en met 3 september 1907 organiseerde de gemeente een “Internationale Kunsttentoonstelling” over de Molse School. De tentoonstelling werd gehouden in de gemeenteschool aan het Rondplein.
Willem Battaille leverde de beelddrager voor de affiche van de tentoonstelling: een hoeve met Mariakapelletje en een ossenwagen.
Aan de expositie deden 68 kunstenaars mee, met in totaal 212 werken, en werd bezocht door ongeveer 8000 belangstellenden.
Honderd jaar na deze tentoonstelling organiseerden het Jakob Smitsmuseum en de gemeente Mol een gelijkaardige expositie. Ook het Museum Kempenland in Eindhoven organiseerde in 2007 de tentoonstelling "Schildersdorpen in de Kempen: de Molse School".

## Schilders
Tot de Molse School worden onder meer gerekend Dirk Baksteen, Gerard Baksteen, Charles Claessens (die het eerst in Mol arriveerde), Leon Dekoninck, Leon Delderenne, Paul Mathieu, Ernest Midy, Erneste Rinquet, Jakob Smits, Willem Battaille, Emile Van Damme-Sylva, Paula Van Rompa-Zenke en Gaston De Biemme.

## Galerij

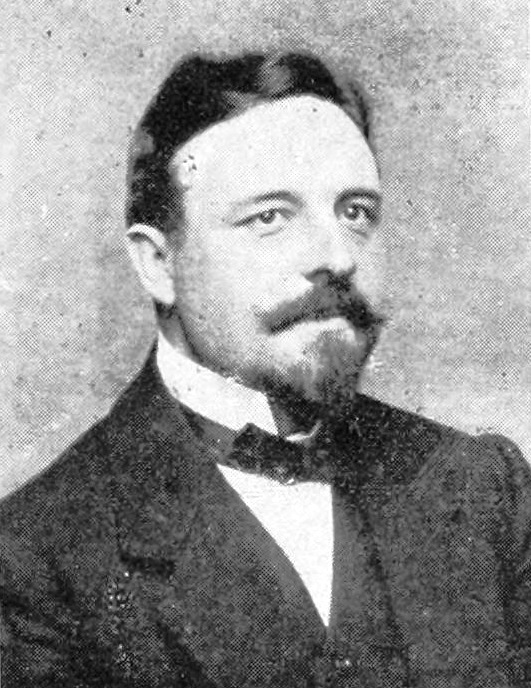
Paul Mathieu
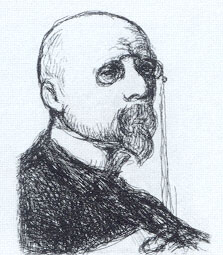
Jakob Smits
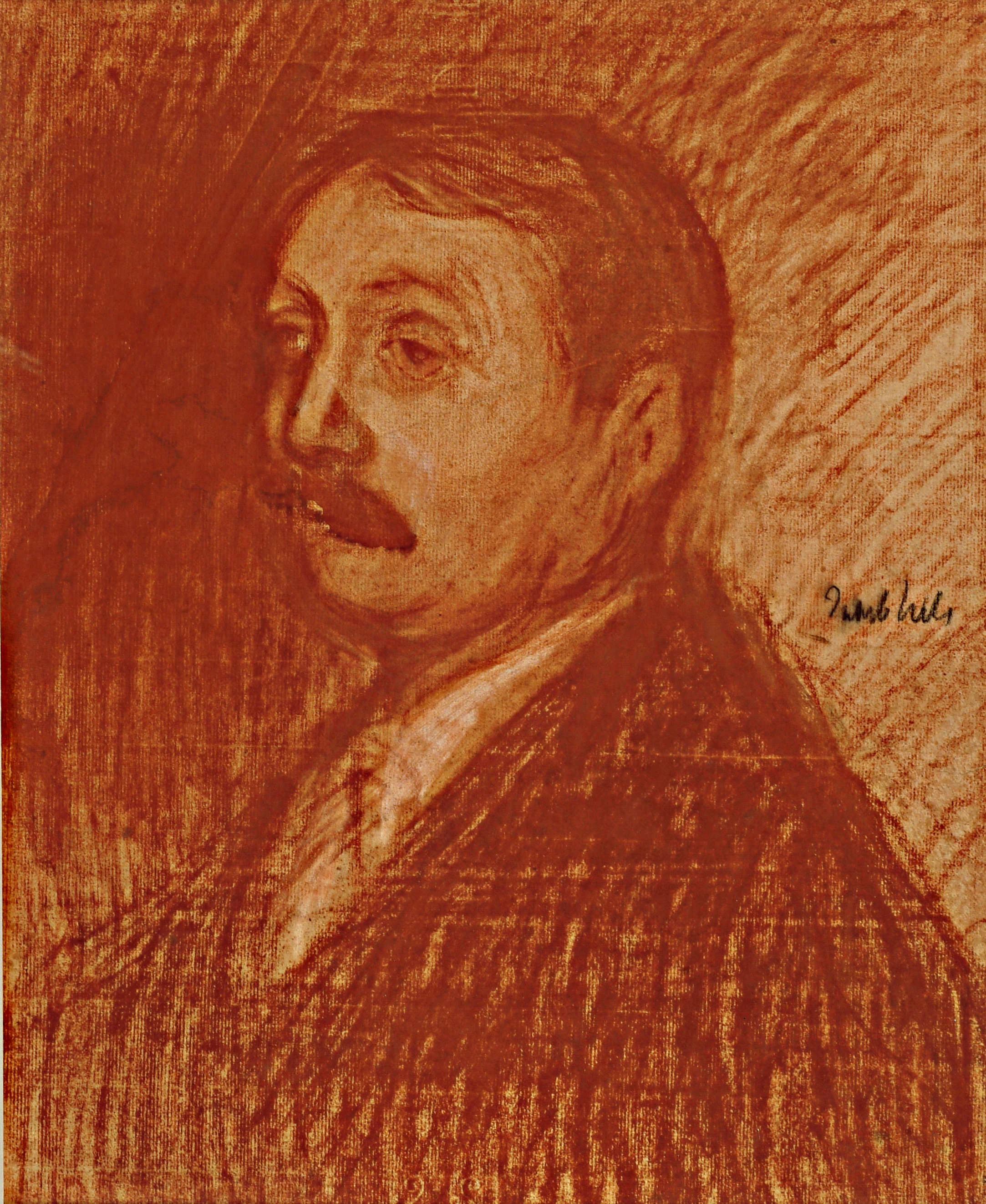
Charles Claessens

## Historisch kader
Aan het eind van de negentiende eeuw werd het gebruikelijk voor kunstenaars om buitenshuis te schilderen en naar het platteland te trekken om er inspiratie op te doen. De eerste kunstenaars die dit deden maakten deel uit van de School van Barbizon (circa 1840). Dit initiatief werd onder andere nagevolgd in Mol, Kalmthout (Kalmthoutse School), Tervuren (School van Tervuren) en Genk (Genkse School).

## Musea
- Sluis, Jakob Smitsmuseum

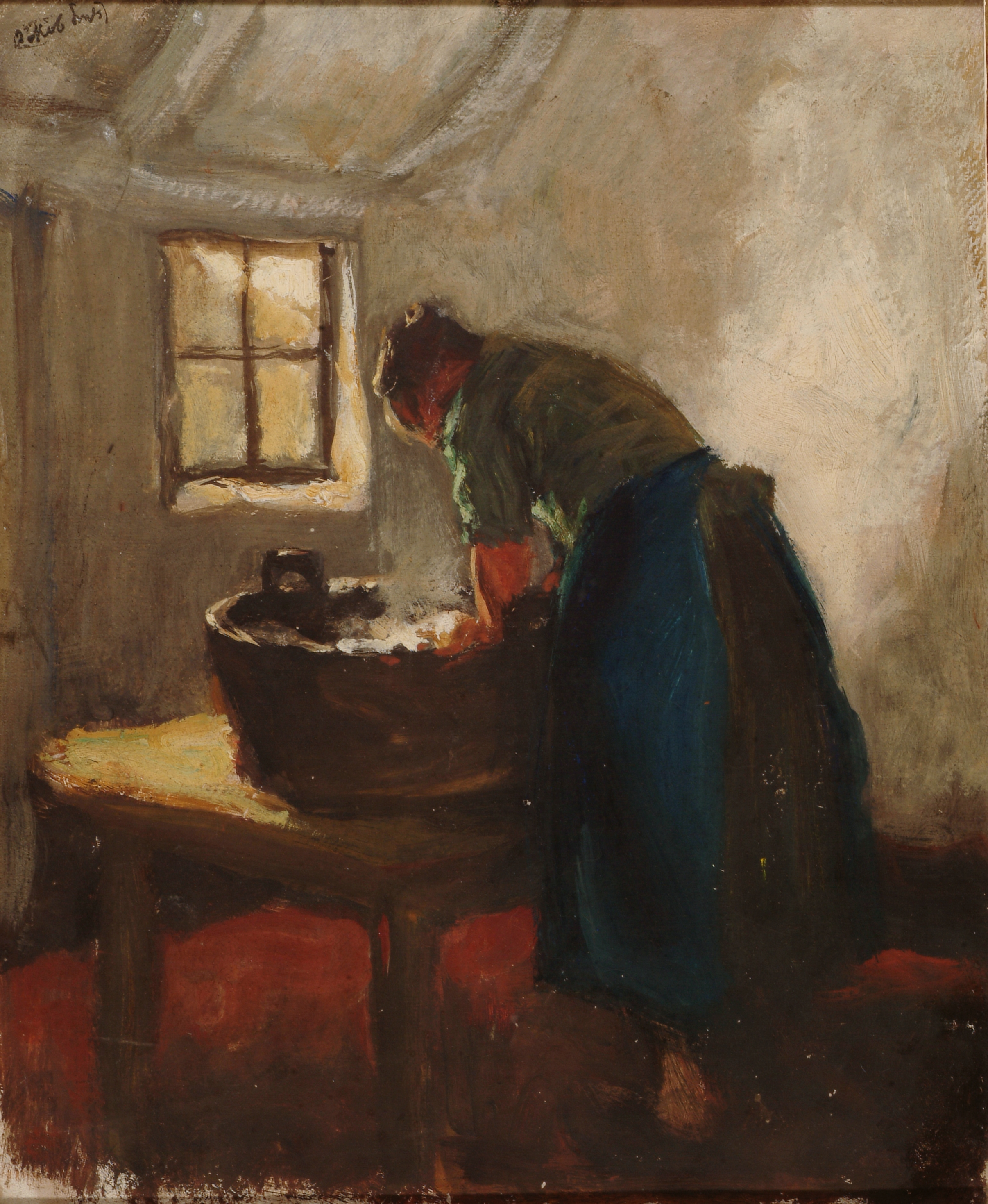
Vrouw aan de wastobbe, schilderij, collectie Jakob Smitsmuseum
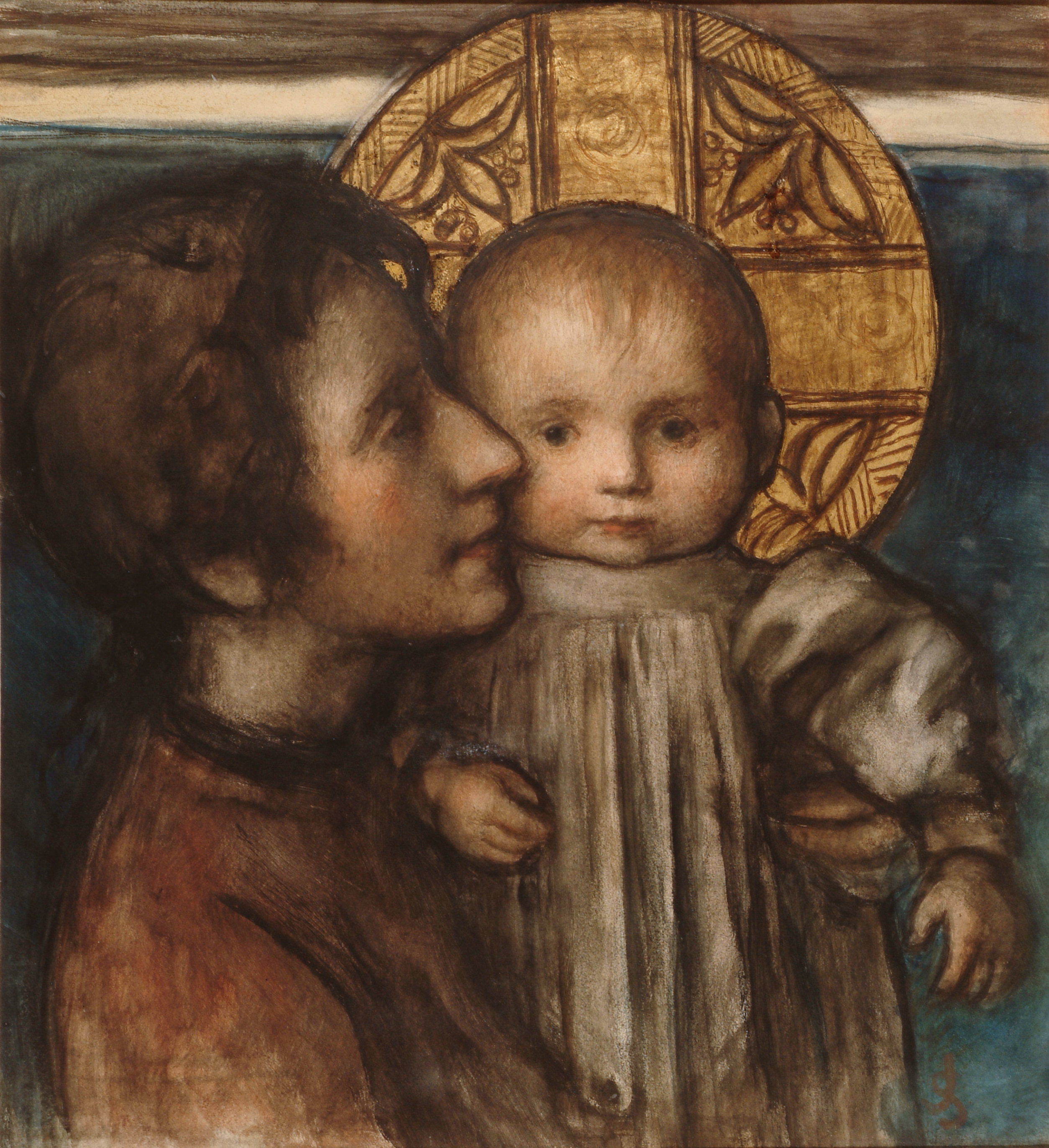
Mater Dei, schilderij, collectie Jakob Smitsmuseum
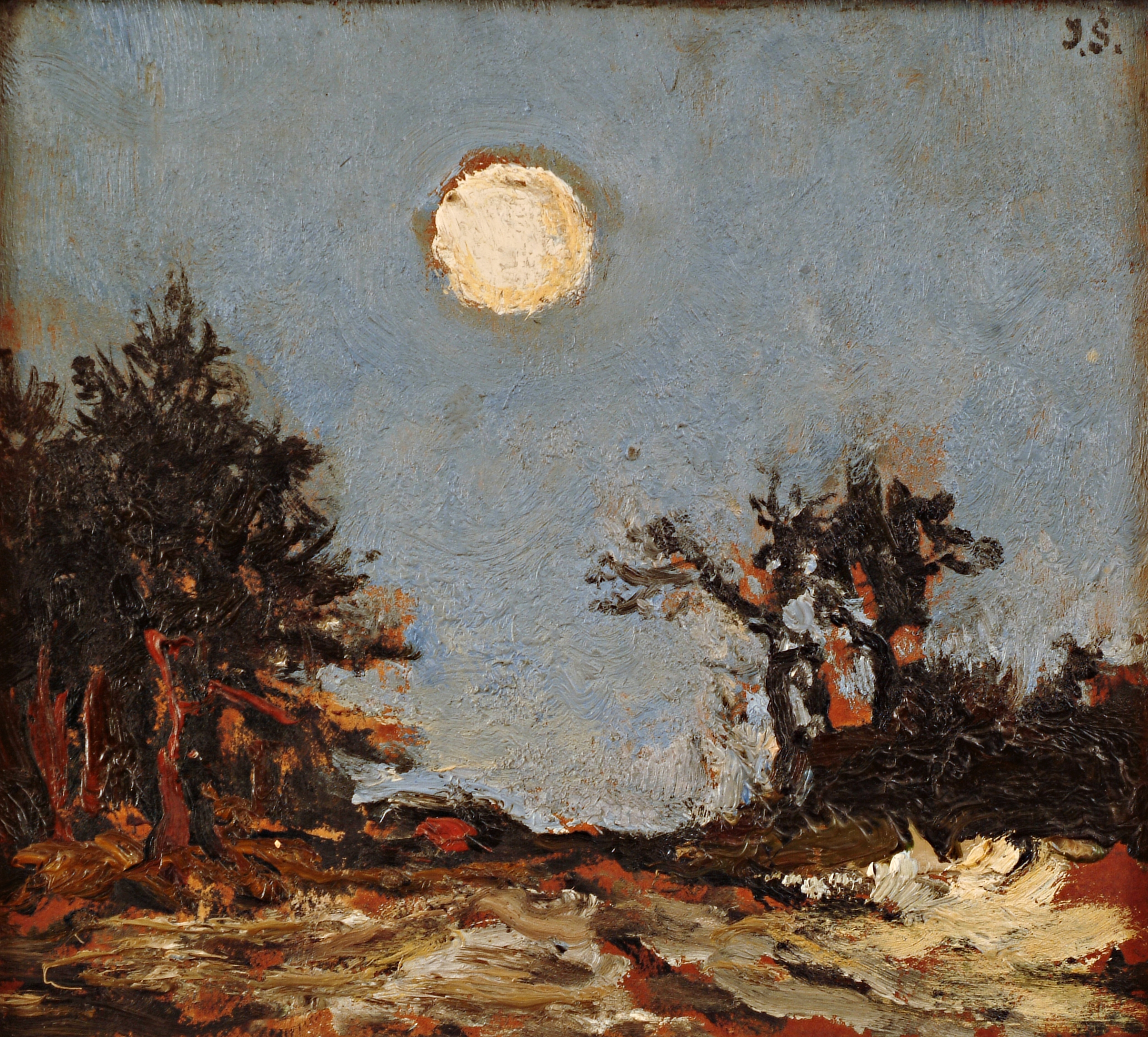
Herfstdreef, collectie Jakob Smitsmuseum
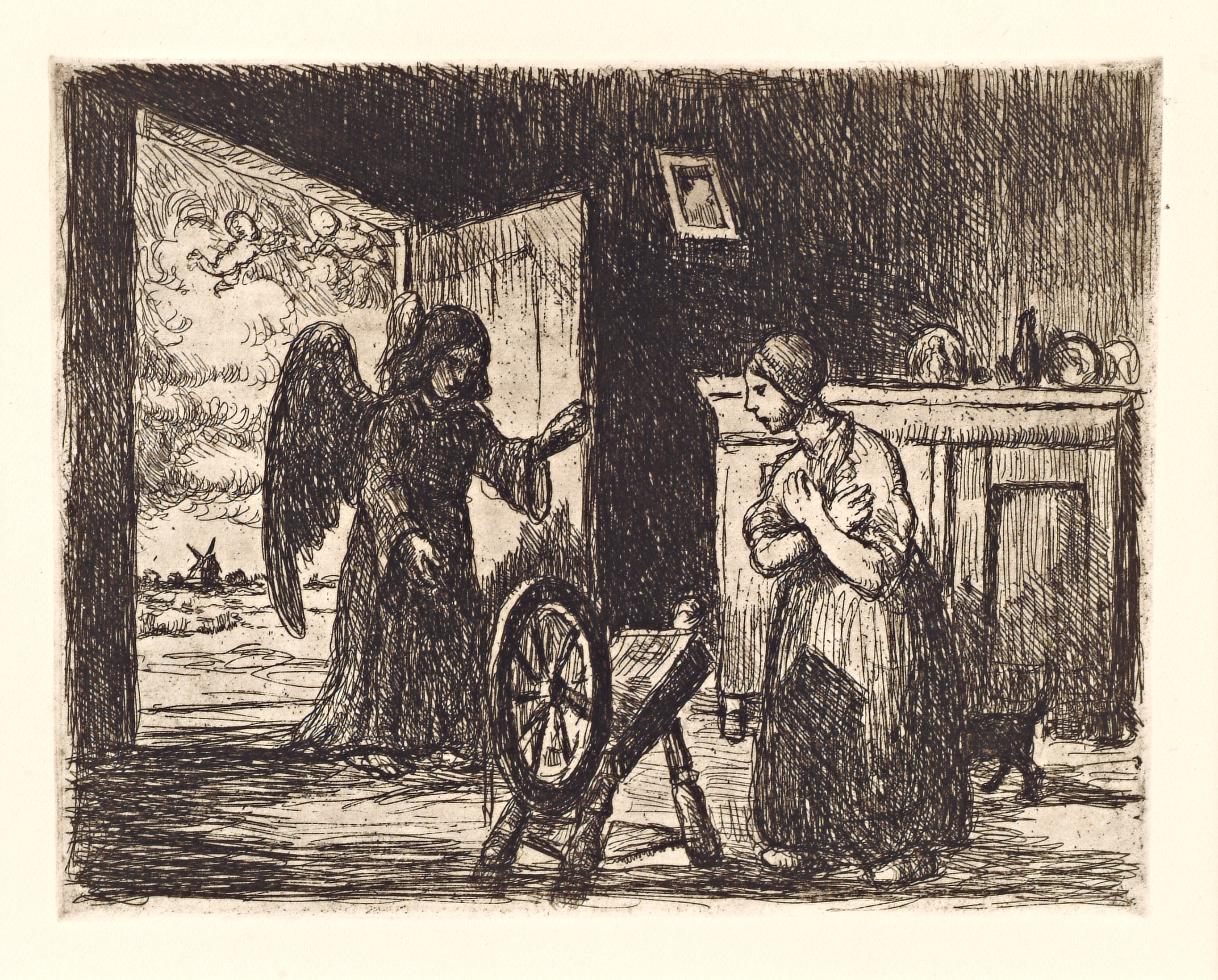
Maria Boodschap II, ets, collectie Jakob Smitsmuseum
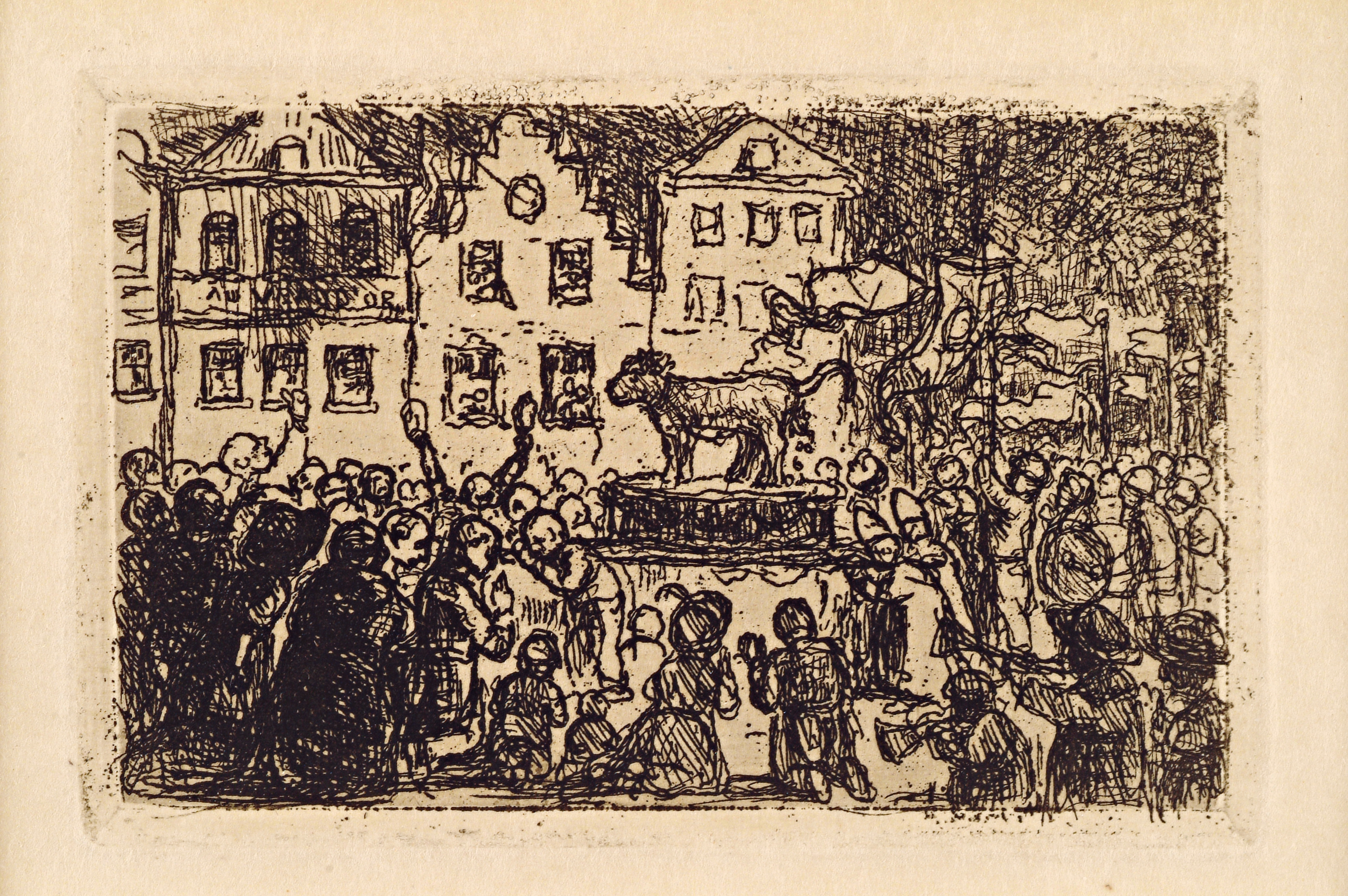
Het gouden kalf, ets, collectie Jakob Smitsmuseum
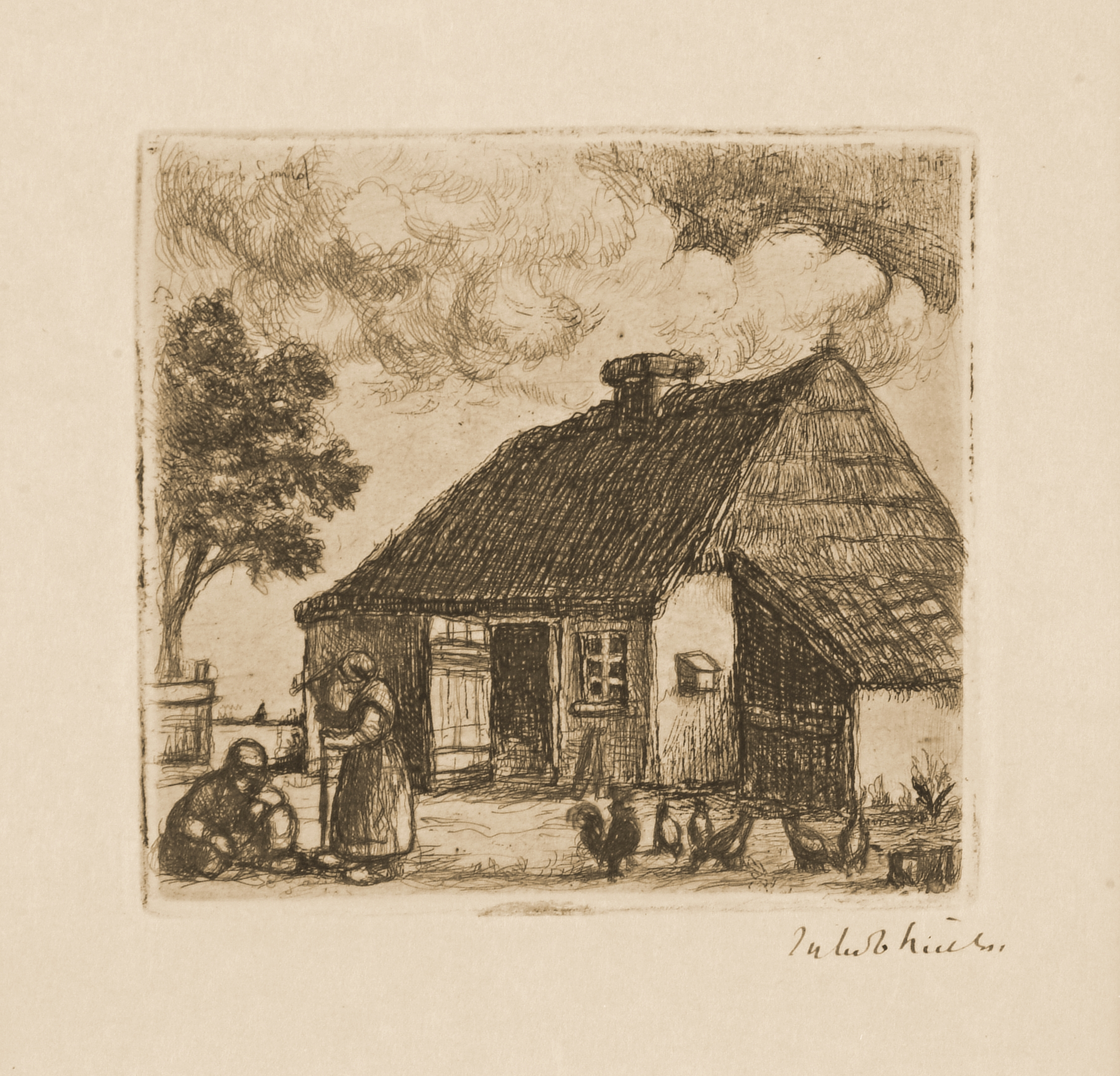
Gehucht in de Kempen, ets, collectie Jakob Smitsmuseum
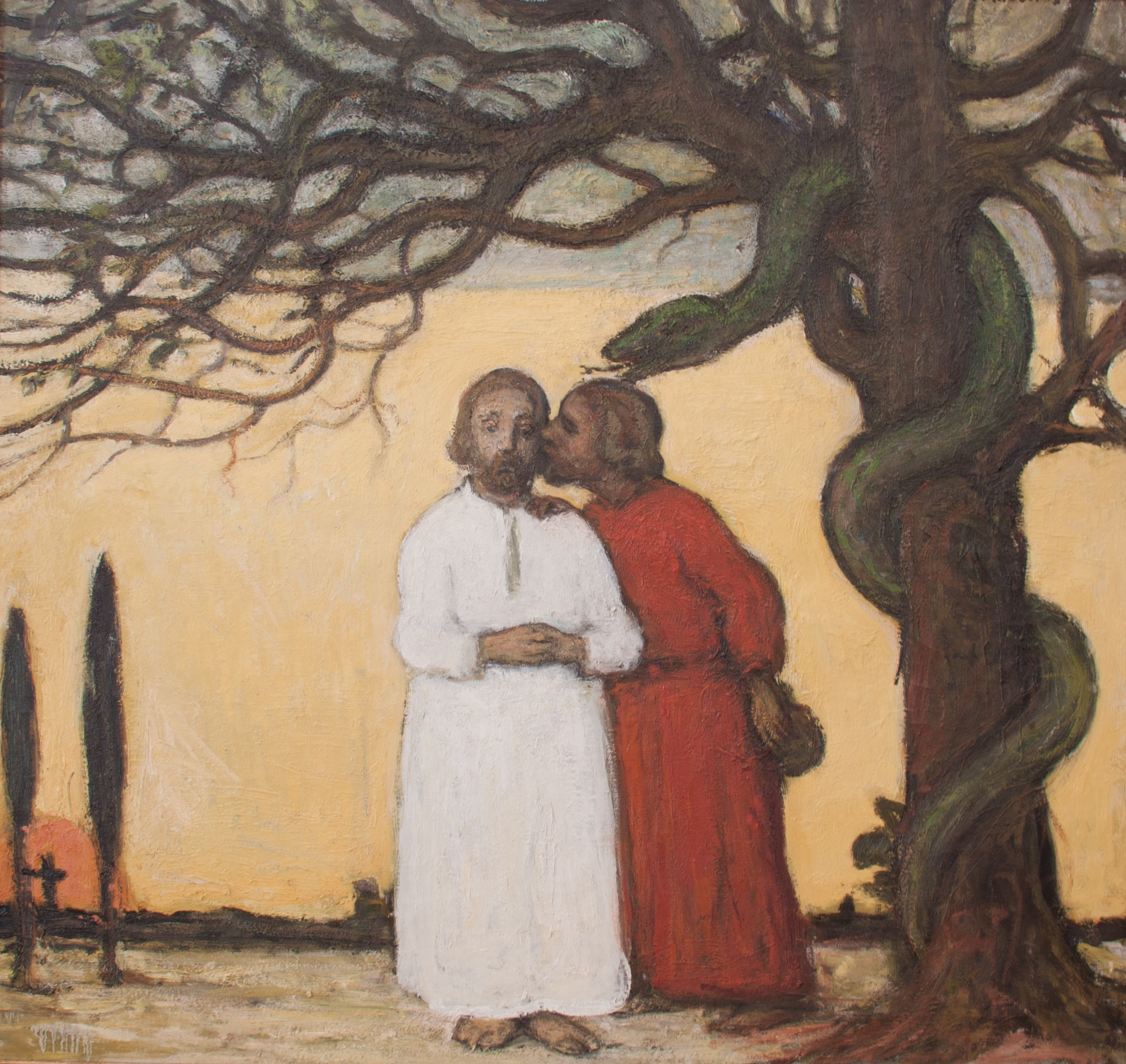
Judaskus, schilderij, collectie Jakob Smitsmuseum
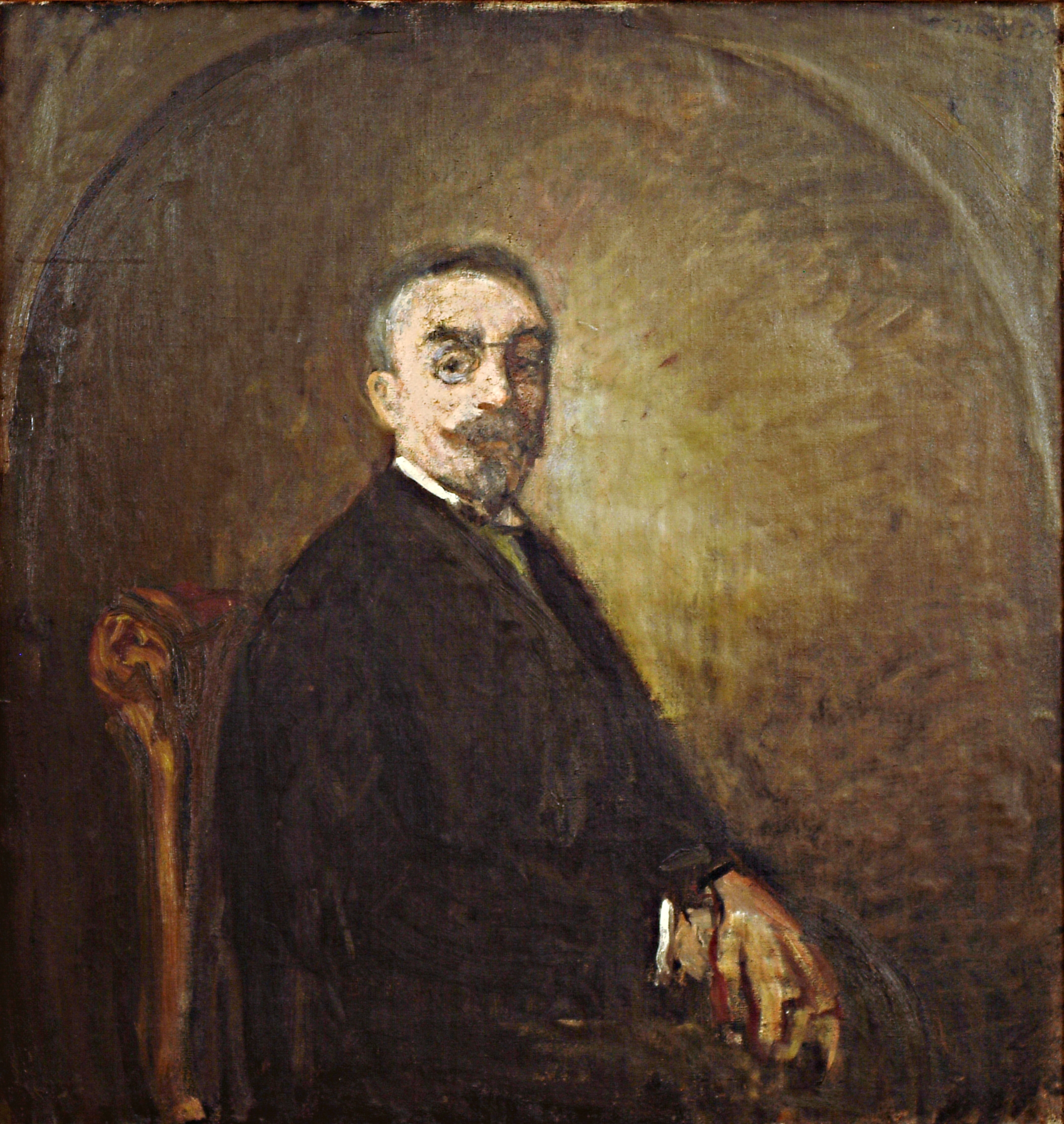
Senator Max Hallet, 1919, schilderij, collectie Jakob Smitsmuseum
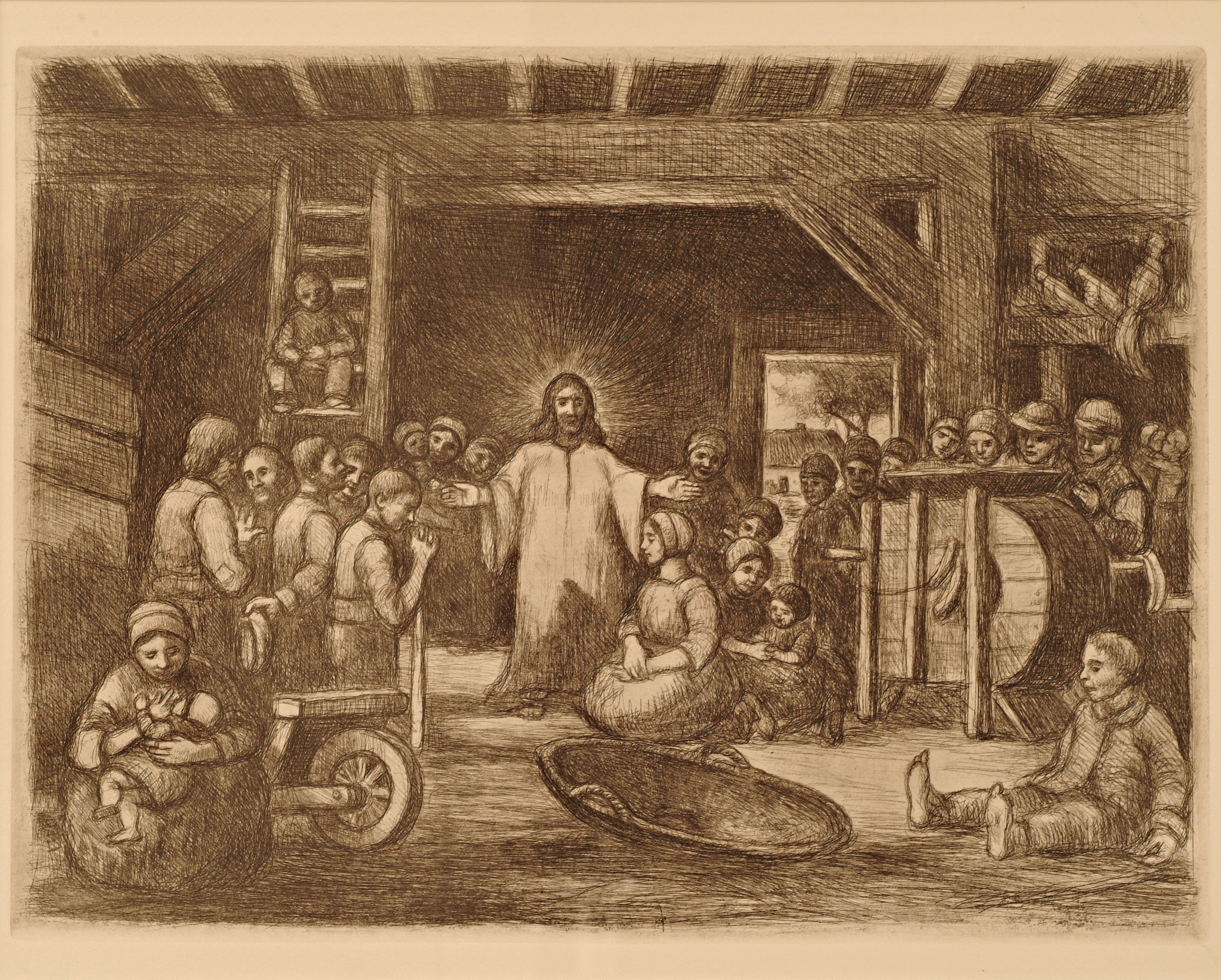
Christus predikend in de schuur, ets, collectie Jakob Smitsmuseum
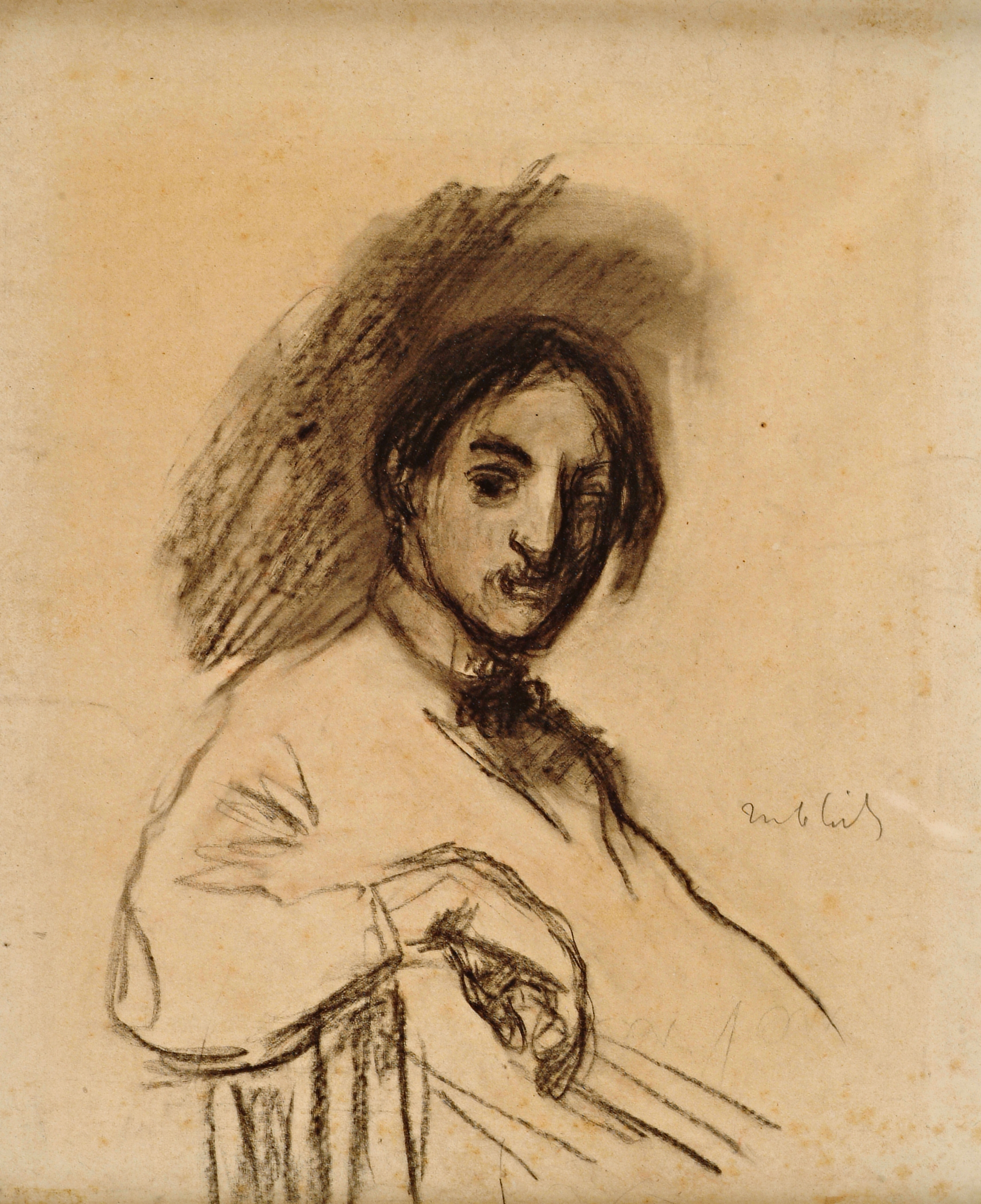
Jef Van Hoof, tekening, collectie Jakob Smitsmuseum
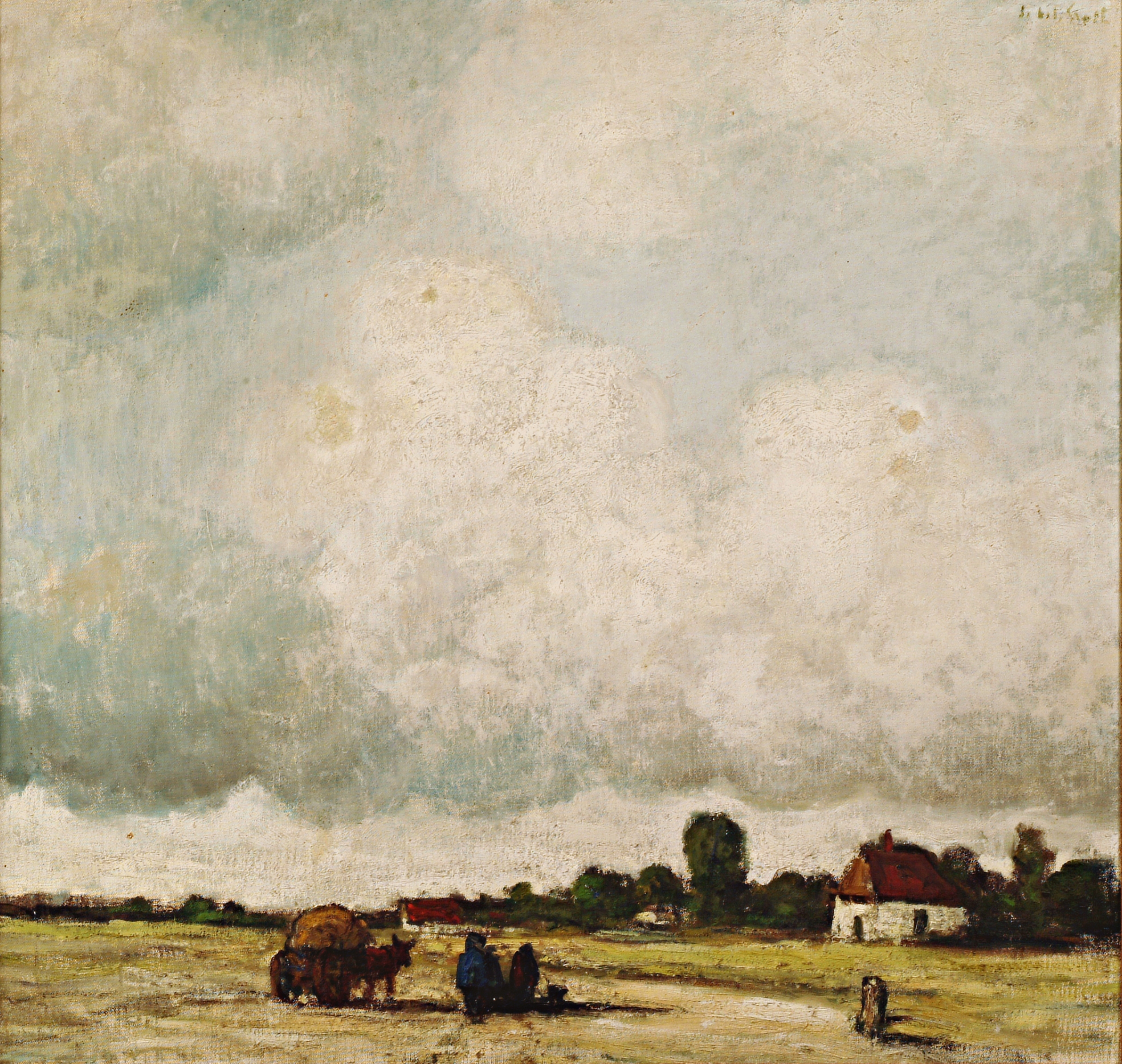
Kempisch landschap, 1927, schilderij, collectie Jakob Smitsmuseum
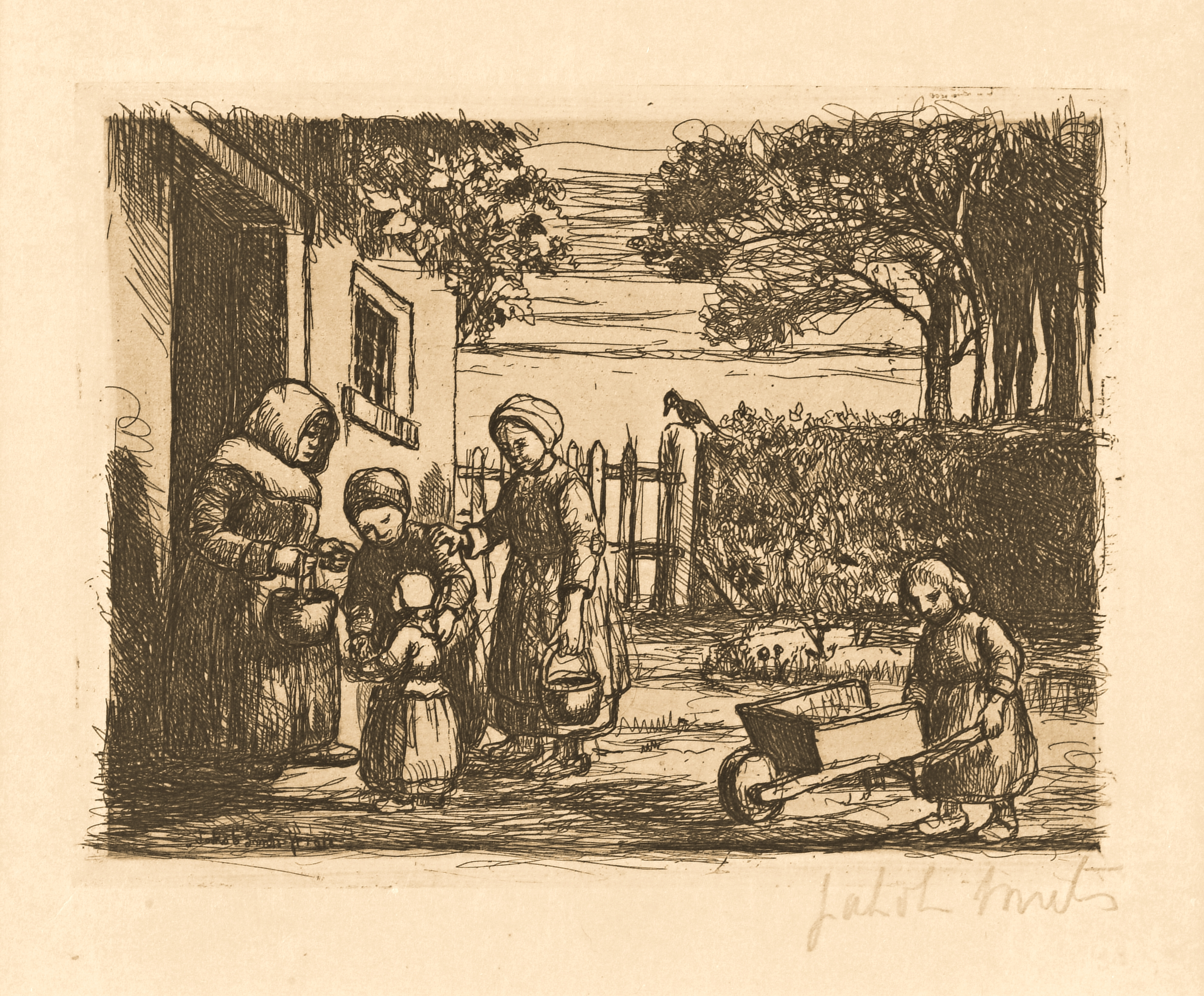
De armen, ets, collectie Jakob Smitsmuseum
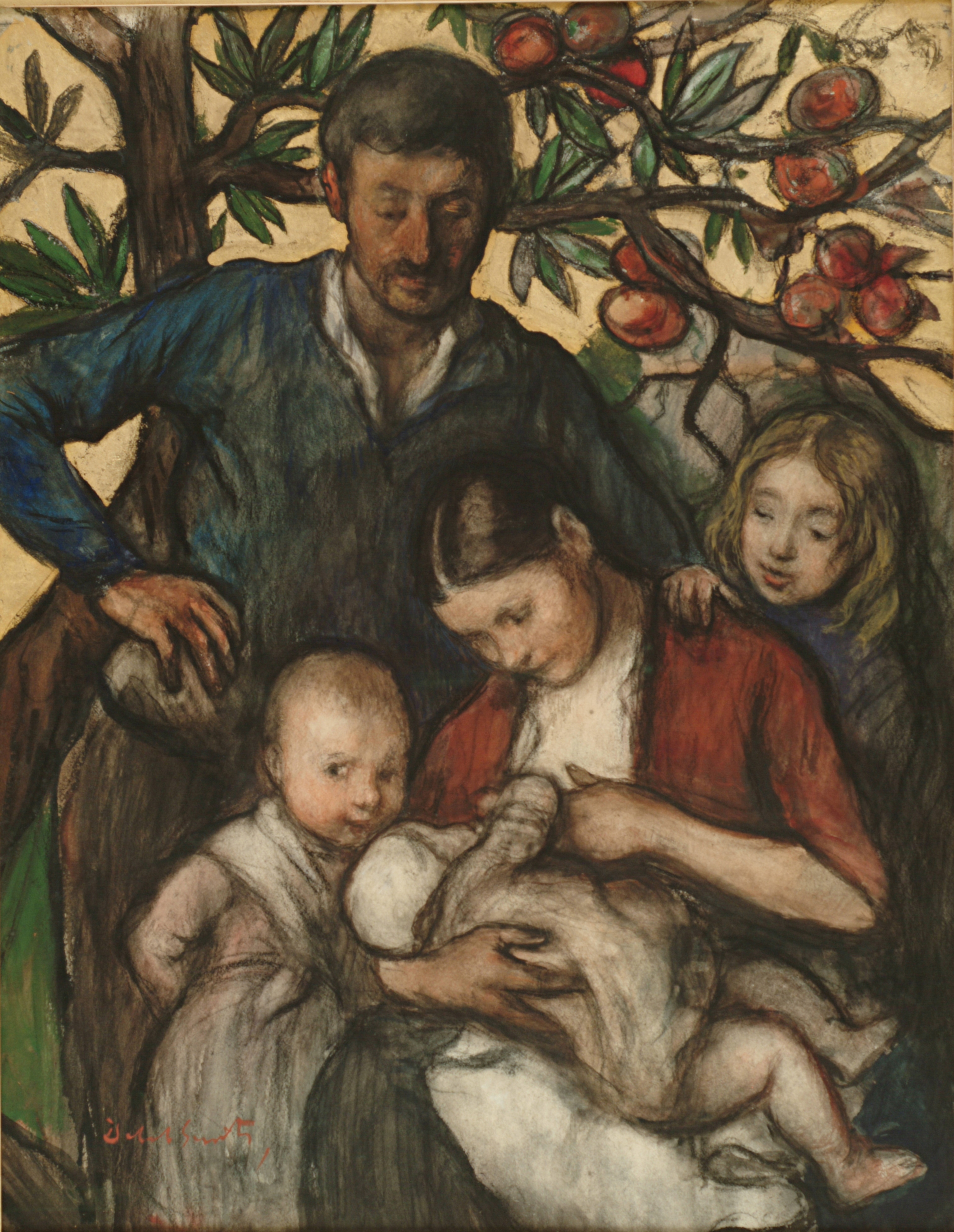
De zomer, schilderij, 1894, collectie Jakob Smitsmuseum